# 1289
Il 1289 (MCCLXXXIX in numeri romani) è un anno  del XIII secolo.

## Eventi
- 29 aprile - caduta di Tripoli e fine della Contea di Tripoli
- 11 giugno - Si combatte la Battaglia di Campaldino fra guelfi, prevalentemente fiorentini, e ghibellini, prevalentemente aretini.

## Nati
- 4 ottobre - Luigi X di Francia, re († 1316)
- 6 ottobre - Venceslao III di Boemia, re († 1306)
- Abu al-Rabi' Sulayman, sultano berbero († 1310)
- Alice Comyn, nobile scozzese († 1349)
- Duncan IV conte di Fife, nobile scozzese († 1353)
- Eleonora d'Angiò, principessa
- Elisabetta de Burgh, regina scozzese († 1327)
- Federico I d'Asburgo, nobile († 1330)

## Morti
- 6 febbraio - Leone III d'Armenia, re armeno
- 12 marzo - Demetrio II di Georgia, re (n. 1259)
- 19 marzo - Giovanni da Parma, religioso italiano (n. 1208)
- 25 marzo - Bentivegna de' Bentivegni, cardinale, vescovo cattolico e francescano italiano
- 19 aprile - Corrado Miliani, religioso italiano (n. 1234)
- 27 maggio - Giovanni III di Meclemburgo, principe (n. 1266)
- 11 giugno - Guglielmo di Durfort, mercenario francese
- 11 giugno - Bonconte da Montefeltro, generale italiano
- 11 giugno - Guglielmino Ubertini, vescovo cattolico, politico e militare italiano
- 11 giugno - Guglielmo dei Pazzi di Valdarno, cavaliere medievale italiano
- 24 agosto - Patrick Dunbar, VII conte di March, nobile scozzese (n. 1213)
- 2 novembre - Giovanni Dandolo, politico italiano
- 8 novembre - Bongiovanni Fissiraga, vescovo cattolico italiano
- 4 dicembre - Pier Pettinaio, religioso e mercante italiano
- 28 dicembre - Giacomo Papocchi, religioso italiano (n. 1213)
- 31 dicembre - Folco Portinari, banchiere italiano
- Giovanni I Ducas, militare bizantino
- Enrico II, vescovo
- Ermanno di Gleichen, vescovo cattolico tedesco
- Egidio Foscherari, giurista italiano (n. 1219)
- Germano III di Costantinopoli, arcivescovo ortodosso bizantino
- Gaddo della Gherardesca, italiano
- Uguccione della Gherardesca, italiano
- Il-yeon, monaco buddhista, scrittore e storico coreano (n. 1206)
- Péter Kőszegi, vescovo cattolico ungherese
- Gabriele Malaspina, politico italiano
- Anselmo della Gherardesca
- Ugolino della Gherardesca, politico e militare italiano
- Brigata della Gherardesca, italiano
- Pietro di Dacia, presbitero svedese

## Calendario
| Calendario 1289 | Calendario 1289 | Calendario 1289 | Calendario 1289 | Calendario 1289 | Calendario 1289 | Calendario 1289 | Calendario 1289 | Calendario 1289 | Calendario 1289 | Calendario 1289 | Calendario 1289 | Calendario 1289 | Calendario 1289 | Calendario 1289 | Calendario 1289 | Calendario 1289 | Calendario 1289 | Calendario 1289 | Calendario 1289 | Calendario 1289 | Calendario 1289 | Calendario 1289 | Calendario 1289 | Calendario 1289 | Calendario 1289 | Calendario 1289 | Calendario 1289 | Calendario 1289 | Calendario 1289 | Calendario 1289 | Calendario 1289 | Calendario 1289 |
| --------------- | --------------- | --------------- | --------------- | --------------- | --------------- | --------------- | --------------- | --------------- | --------------- | --------------- | --------------- | --------------- | --------------- | --------------- | --------------- | --------------- | --------------- | --------------- | --------------- | --------------- | --------------- | --------------- | --------------- | --------------- | --------------- | --------------- | --------------- | --------------- | --------------- | --------------- | --------------- | --------------- |
|                 | 1               | 2               | 3               | 4               | 5               | 6               | 7               | 8               | 9               | 10              | 11              | 12              | 13              | 14              | 15              | 16              | 17              | 18              | 19              | 20              | 21              | 22              | 23              | 24              | 25              | 26              | 27              | 28              | 29              | 30              | 31              |                 |
| Gennaio         | Sa              | Do              | Lu              | Ma              | Me              | Gi              | Ve              | Sa              | Do              | Lu              | Ma              | Me              | Gi              | Ve              | Sa              | Do              | Lu              | Ma              | Me              | Gi              | Ve              | Sa              | Do              | Lu              | Ma              | Me              | Gi              | Ve              | Sa              | Do              | Lu              |                 |
| Febbraio        | Ma              | Me              | Gi              | Ve              | Sa              | Do              | Lu              | Ma              | Me              | Gi              | Ve              | Sa              | Do              | Lu              | Ma              | Me              | Gi              | Ve              | Sa              | Do              | Lu              | Ma              | Me              | Gi              | Ve              | Sa              | Do              | Lu              |                 |                 |                 |                 |
| Marzo           | Ma              | Me              | Gi              | Ve              | Sa              | Do              | Lu              | Ma              | Me              | Gi              | Ve              | Sa              | Do              | Lu              | Ma              | Me              | Gi              | Ve              | Sa              | Do              | Lu              | Ma              | Me              | Gi              | Ve              | Sa              | Do              | Lu              | Ma              | Me              | Gi              |                 |
| Aprile          | Ve              | Sa              | Do              | Lu              | Ma              | Me              | Gi              | Ve              | Sa              | Do              | Lu              | Ma              | Me              | Gi              | Ve              | Sa              | Do              | Lu              | Ma              | Me              | Gi              | Ve              | Sa              | Do              | Lu              | Ma              | Me              | Gi              | Ve              | Sa              |                 |                 |
| Maggio          | Do              | Lu              | Ma              | Me              | Gi              | Ve              | Sa              | Do              | Lu              | Ma              | Me              | Gi              | Ve              | Sa              | Do              | Lu              | Ma              | Me              | Gi              | Ve              | Sa              | Do              | Lu              | Ma              | Me              | Gi              | Ve              | Sa              | Do              | Lu              | Ma              |                 |
| Giugno          | Me              | Gi              | Ve              | Sa              | Do              | Lu              | Ma              | Me              | Gi              | Ve              | Sa              | Do              | Lu              | Ma              | Me              | Gi              | Ve              | Sa              | Do              | Lu              | Ma              | Me              | Gi              | Ve              | Sa              | Do              | Lu              | Ma              | Me              | Gi              |                 |                 |
| Luglio          | Ve              | Sa              | Do              | Lu              | Ma              | Me              | Gi              | Ve              | Sa              | Do              | Lu              | Ma              | Me              | Gi              | Ve              | Sa              | Do              | Lu              | Ma              | Me              | Gi              | Ve              | Sa              | Do              | Lu              | Ma              | Me              | Gi              | Ve              | Sa              | Do              |                 |
| Agosto          | Lu              | Ma              | Me              | Gi              | Ve              | Sa              | Do              | Lu              | Ma              | Me              | Gi              | Ve              | Sa              | Do              | Lu              | Ma              | Me              | Gi              | Ve              | Sa              | Do              | Lu              | Ma              | Me              | Gi              | Ve              | Sa              | Do              | Lu              | Ma              | Me              |                 |
| Settembre       | Gi              | Ve              | Sa              | Do              | Lu              | Ma              | Me              | Gi              | Ve              | Sa              | Do              | Lu              | Ma              | Me              | Gi              | Ve              | Sa              | Do              | Lu              | Ma              | Me              | Gi              | Ve              | Sa              | Do              | Lu              | Ma              | Me              | Gi              | Ve              |                 |                 |
| Ottobre         | Sa              | Do              | Lu              | Ma              | Me              | Gi              | Ve              | Sa              | Do              | Lu              | Ma              | Me              | Gi              | Ve              | Sa              | Do              | Lu              | Ma              | Me              | Gi              | Ve              | Sa              | Do              | Lu              | Ma              | Me              | Gi              | Ve              | Sa              | Do              | Lu              |                 |
| Novembre        | Ma              | Me              | Gi              | Ve              | Sa              | Do              | Lu              | Ma              | Me              | Gi              | Ve              | Sa              | Do              | Lu              | Ma              | Me              | Gi              | Ve              | Sa              | Do              | Lu              | Ma              | Me              | Gi              | Ve              | Sa              | Do              | Lu              | Ma              | Me              |                 |                 |
| Dicembre        | Gi              | Ve              | Sa              | Do              | Lu              | Ma              | Me              | Gi              | Ve              | Sa              | Do              | Lu              | Ma              | Me              | Gi              | Ve              | Sa              | Do              | Lu              | Ma              | Me              | Gi              | Ve              | Sa              | Do              | Lu              | Ma              | Me              | Gi              | Ve              | Sa              |                 |